# عبد الستار الحلوجي
عبد الستار عبد الحق الحلوجي (مواليد 1938م)، هو بروفيسور مصري حصل على ليسانس اللغة العربية من جامعة القاهرة سنة 1378هـ الموافقة لسنة 1959م، كما حصل في نفس السنة على دبلوم كلية التربية من جامعة عين شمس، ثم نال ماجستير المكتبات من جامعة لندن سنة 1383هـ الموافقة لسنة 1963م ودرجة الدكتوراه في المكتبات من جامعة القاهرة سنة 1389هـ الموافقة لسنة 1963م. لاحقاً انتخب عضواً في مجمع اللغة العربية بالقاهرة سنة 2018م.

## من مؤلفاته
ألَّـف البروفيسور الحلوجي عدداً من الكتب في مجال تخصصه، منها:
- المخطوط العربي
- المخطوطات والتراث العربي
- الكتب والمكتبات العربية بين القديم والحديث

وترجم كتباً أخرى مثل:
- المخطوطات الإسلامية في العالم
- الكتاب في العالم الإسلامي

ونشر العديد من المقالات والبحوث، وشارك في المؤتمرات والندوات العلمية، وفي الإشراف على بحوث الدراسات العليا في تخصص المكتبات.

## الجوائز
- حصل على جائزة الملك فيصل العالمية في الدراسات الإسلامية سنة 1418هـ الموافقة لسنة 1998م بالاشتراك مع يحيى محمود بن جنيد.[3]
- 2006 - وتقديراً لإنجازاته، منحته جامعة القاهرة جائزتها التقديرية في العلوم الإنسانية والتربوية.

## وصلات خارجية
- عبد الستار الحلوجي على موقع أرشيف الشارخ.